# Brett Anderson (baseball)
Pour les articles homonymes, voir Brett Anderson (homonymie) et Anderson.
Ne doit pas être confondu avec Brent Anderson.
Brett Franklin Anderson (né le 1er février 1988 à Midland, Texas, États-Unis) est un lanceur gaucher des Cubs de Chicago de la Ligue majeure de baseball. 

## Carrière
Brett Anderson est repêché en juin 2006 par les Athletics d'Oakland dès la fin de ses études secondaires à la Stillwater High School. 
Encore joueur de Ligues mineures, il est sélectionné en équipe des États-Unis avec laquelle il remporte la médaille de bronze lors du tournoi olympique de 2008 à Pékin.

### Athletics d'Oakland

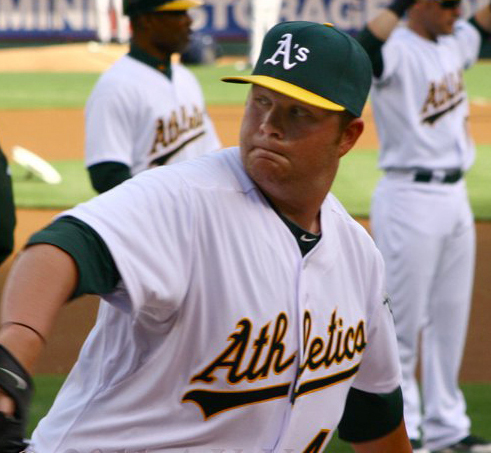
Brett Anderson en 2011 avec les Athletics d'Oakland.

Il fait ses débuts en Ligue majeure le 10 avril 2009. Le 6 juillet 2009, il signe son premier blanchissage à l'occasion de son premier match complet. Auteur d'une solide première saison au plus haut niveau, il termine sixième du vote désignant la meilleure recrue de la saison en Ligue américaine.
Comme lanceur partant en 2010, il amorce 19 rencontres et maintient une excellente moyenne de points mérités de 2,80 en 112 manches et un tiers lancées. Il remporte 7 matchs contre 6 défaites.
Ses saisons suivantes sont marquées par diverses blessures. La plus importante d'entre elles est la reconstruction du ligament collatéral ulnaire de son coude gauche via une opération de type Tommy John à l'été 2011. Sa convalescence dure 14 mois. De retour pour quelques matchs en 2012, il rate quatre mois de la saison 2013 pour une blessure à la cheville droite et une fracture de stress au pied droit.
Avant sa blessure en 2011, Anderson débute 13 parties et présente une fiche victoires-défaites de 3-6 avec une moyenne de 4 points mérités par partie en 83 manches et un tiers lancées. Il débute 6 rencontres à son retour en 2012 et fait bien avec une moyenne de 2,57 en 35 manches. Il gagne 4 parties contre 2 défaites. Enfin, en 2013, sa fiche est de 1-4 avec une moyenne de points mérités élevée de 6,04 en 44 manches et deux tiers. À cette dernière année à Oakland, il joue 16 matchs mais 11 comme lanceur de relève.
Le 9 octobre 2012, il est le partant des Athletics dans le 3e match de la Série de divisions de la Ligue américaine contre les Tigers de Détroit et remporte la victoire. Il ne lance l'année suivante qu'un tiers de manche en relève contre ses mêmes Tigers en Série de divisions 2013.

### Rockies du Colorado
Le 10 décembre 2013, les Athletics transfèrent Anderson aux Rockies du Colorado pour le lanceur gaucher Drew Pomeranz et Chris Jensen, un lanceur droitier encore en ligues mineures. Il joue très peu en 2014, d'abord en raison d'un index gauche fracturé, puis après une opération au dos en août. Malgré une seule victoire et trois défaites, il fait bien en 8 départs des Rockies avec une moyenne de points mérités de 2,91 en 43 manches et un tiers lancées.

### Dodgers de Los Angeles
Anderson rejoint les Dodgers de Los Angeles le 31 décembre 2014 sur un contrat d'un an à 10 millions de dollars.
Lançant derrière les vedettes Clayton Kershaw et Zack Greinke en 2015 pour les Dodgers, Anderson établit des sommets personnels de départs (31) et de manches lancées (180 et un tiers), maintenant une moyenne de points mérités de 3,69 avec 10 victoires et 9 défaites. 
Le 13 novembre 2015, Anderson renonce à son statut de joueur autonome et accepte l'offre qualitative de 15,8 millions de dollars pour une saison 2016 avec les Dodgers. Le 3 mars 2016, les Dodgers annoncent que leur lanceur subira une opération pour un disque du dos ; Anderson doit ainsi rater de 3 à 5 mois d'activité.

### Cubs de Chicago
Après deux saisons à Los Angeles, Anderson rejoint en 2017 les Cubs de Chicago.

## Statistiques
| Saison | Équipe  | G  | GS | CG | SHO | V  | D  | SV | IP    | SO  | ERA  |
| ------ | ------- | -- | -- | -- | --- | -- | -- | -- | ----- | --- | ---- |
| 2009   | Oakland | 30 | 30 | 1  | 1   | 11 | 11 | 0  | 175.1 | 150 | 4,06 |
| 2010   | Oakland | 19 | 19 | 0  | 0   | 7  | 6  | 0  | 112.1 | 75  | 2,80 |
| Totaux | Totaux  | 49 | 49 | 1  | 1   | 18 | 17 | 0  | 287.2 | 225 | 3,57 |

Note : G = Matches joués ; GS = Matches comme lanceur partant ; CG = Matches complets ; SHO = Blanchissages ; 
V = Victoires ; D = Défaites ; SV = Sauvetages ; IP = Manches lancées ; SO = Retraits sur des prises ; ERA = Moyenne de points mérités.